# بيلوفشينا
بيلوفشينا (بالصربية السيريلية Бјеловчина) هي قرية في البوسنة والهرسك. وهي تقع في بلدية كونييتش التابعة لكانتون الهرسك-نيريتفا في اتحاد البوسنة والهرسك. طبقا لنتائج تعداد البوسنة عام 2013 فقد كان عدد سكانها أقل من أو يساوي 10 أشخاص.

## التركيبة السكانية

### التطور التاريخي للسكان
| 1961 | 1971 | 1981 | 1991 | 2013 |
| ---- | ---- | ---- | ---- | ---- |
| 251  | 254  | 273  | 207  | ≤ 10 |

## وصلات خارجية
- Maplandia (بالإنجليزية)